# Chris McAlpine
Christopher Walter „Chris“ McAlpine (* 1. Dezember 1971 in Roseville, Minnesota) ist ein ehemaliger US-amerikanischer Eishockeyspieler, der im Verlauf seiner aktiven Karriere zwischen 1990 und 2005 unter anderem 317 Spiele für die New Jersey Devils, St. Louis Blues, Tampa Bay Lightning, Atlanta Thrashers, Chicago Blackhawks und Los Angeles Kings in der National Hockey League (NHL) auf der Position des Verteidigers bestritten hat. Mit den New Jersey Devils gewann McAlpine im Jahr 1995 den Stanley Cup.

## Karriere
Chris McAlpine begann seine Karriere als Eishockeyspieler in der Mannschaft der University of Minnesota, für die er von 1990 bis 1994 in der National Collegiate Athletic Association aktiv war. Mit seiner Mannschaft gewann er 1993 und 1994 jeweils die Meisterschaft der Universitätsliga Western Collegiate Hockey Association. Besonders in der Saison 1993/94 konnte er dabei überzeugen und wurde sowohl zum wertvollsten Spieler der WCHA ernannt sowie in das erste All-Star Team der Liga gewählt. Bereits als High-School-Spieler war der Verteidiger im NHL Entry Draft 1990 in der siebten Runde als insgesamt 137. Spieler von den New Jersey Devils ausgewählt worden. Für diese gab er in der Saison 1994/95 sein Debüt in der National Hockey League und gewann mit den Devils in seinem Rookiejahr auf Anhieb den prestigeträchtigen Stanley Cup. Parallel kam er zu 48 Einsätzen für New Jerseys Farmteam, die Albany River Rats, in der American Hockey League, mit denen er den Calder Cup gewann. In den folgenden eineinhalb Jahren lief er nur noch für die River Rats in der AHL auf und wurde schließlich zu den St. Louis Blues transferiert.
Von Februar 1997 bis Januar 2000 spielte McAlpine regelmäßig für die St. Louis Blues in der NHL. Daraufhin hatte er zwei kurzfristige Engagements bei den NHL-Teams der Tampa Bay Lightning und Atlanta Thrashers, ehe er am 27. Juli 2000 als Free Agent von den Chicago Blackhawks verpflichtet wurde. Für diese, sowie für deren AHL-Farmteam Norfolk Admirals trat er in den folgenden beiden Jahren an, bevor er ebenfalls als Free Agent im August 2002 zu den Los Angeles Kings wechselte. Für die Kalifornier und deren AHL-Farmteam Manchester Monarchs konnte er jedoch nur insgesamt 24 Spiele bestreiten, da er in einem NHL-Spiel gegen die San Jose Sharks im Januar 2003 eine Hernie erlitt. Am 11. September 2003 unterschrieb der US-Amerikaner als Free Agent bei den Minnesota Wild, verkündete jedoch wenig später ohne einen einzigen Einsatz für die Mannschaft bestritten zu haben seinen Rücktritt. Schließlich schnürte er jedoch noch einmal gegen Ende der Saison 2004/05 in insgesamt 24 Spielen für die Cincinnati Mighty Ducks aus der AHL seine Schlittschuhe. Daraufhin beendete er offiziell im Alter von 33 Jahren seine Karriere.

## Erfolge und Auszeichnungen
| - 1993 Broadmoor-Trophy-Gewinn mit der University of Minnesota - 1994 Broadmoor-Trophy-Gewinn mit der University of Minnesota - 1994 WCHA First All-Star Team - 1994 WCHA Most Valuable Player | - 1994 NCAA West Second All-American Team - 1995 Stanley-Cup-Gewinn mit den New Jersey Devils - 1995 Calder-Cup-Gewinn mit den Albany River Rats - 1997 Teilnahme am AHL All-Star Classic |

## Karrierestatistik
(Legende zur Spielerstatistik: Sp oder GP = absolvierte Spiele; T oder G = erzielte Tore; V oder A = erzielte Assists; Pkt oder Pts = erzielte Scorerpunkte; SM oder PIM = erhaltene Strafminuten; +/− = Plus/Minus-Bilanz; PP = erzielte Überzahltore; SH = erzielte Unterzahltore; GW = erzielte Siegtore; 1 Play-downs/Relegation; Kursiv: Statistik nicht vollständig)